# Gymnonereis phuketensis
Gymnonereis phuketensis är en ringmaskart som beskrevs av Hylleberg och Nateewathana 1988. Gymnonereis phuketensis ingår i släktet Gymnonereis och familjen Nereididae. Inga underarter finns listade i Catalogue of Life.